# Мозговий Олександр Іванович
Олександр Іванович Мозговий (біл. Аляксандр Іванавіч Мазгавой; нар. 20 жовтня 1966, Мінськ, Білоруська РСР) — радянський та білоруський футболіст, захисник. На даний час — дитячий тренер команди в академії льєжського «Стандарду».

## Кар'єра гравця
Будучи уродженцем Мінська, Мозковий виховувався в місцевій СДЮШОР-5. Починав кар'єру в клубі «Атоммаш» (Волгодонськ). За свою кар'єру змінив ряд білоруських команд: «Взуттєвик» (Ліда), «Торпедо» (Мінськ), «Дніпро» (огильов), КІМ (Вітебськ), «Локомотив» (Вітебськ), «Будівельник» (Вітебськ). У сезоні 1993 року перейшов у владикавказький «Спартак». Дебютував у складі владикавказців 9 червня 1993 рокув переможному (3:0) домашньому поєдинку 14-го туру Вищої ліги Росії проти ростовського «Ростсільмашу». Олександр вийшов на поле на 70-й хвилині, замінивши Інала Джиоєва. У Вишій лізі чемпіонату Росії зіграв 4 поєдинки, ще 2 матчі провів у кубку Росії. У 1994 році підписав контрактз луганською «Зорею-МАЛС». Дебютував у складі луганчан 22 квітня 1994 року в нічийному (1;1) домашньому поєдинку 25-го туру Вищої ліги проти київського «Динамо». Мозговий вийшов на поле в стартовому складі та відіграв увесь матч. У весняній частині сезону 1993/94 років провів 3 поєдинки у Вищій лізі чемпіонату України. У 1994-1997 роках грав за польську «Завішу».
У 1998 відіграв 6 матчів за клуб з Бельгії «Вервьетуа», після чого виступав у клубах рівнем нижче. Також грав у футзал у другому дивізіоні бельгійського чемпіонату.

## Кар'єра тренера
Після завершення кар'єри гравця залишився з родиною в Бельгії, отримав вид на проживання в країні, закінчив курси футбольних тренерів й один сезон пропрацював у клубі «Ейпен». З 2007 року працює тренером дитячої команди в академії льєжського «Стандарду».

## Особисте життя
Має двох дітей, сина й доньку. Син навчається на вичтеля фізичної культури, займався футболом, але потім розпочав суддівську кар'єру, обслуговував матчі юнацьких клубів.